# Regula Engel-Egli
Regula Engel-Egli (Fluntern, 5 maart 1761 - Zürich, 25 juni 1853) was een Zwitserse schrijfster.

## Biografie

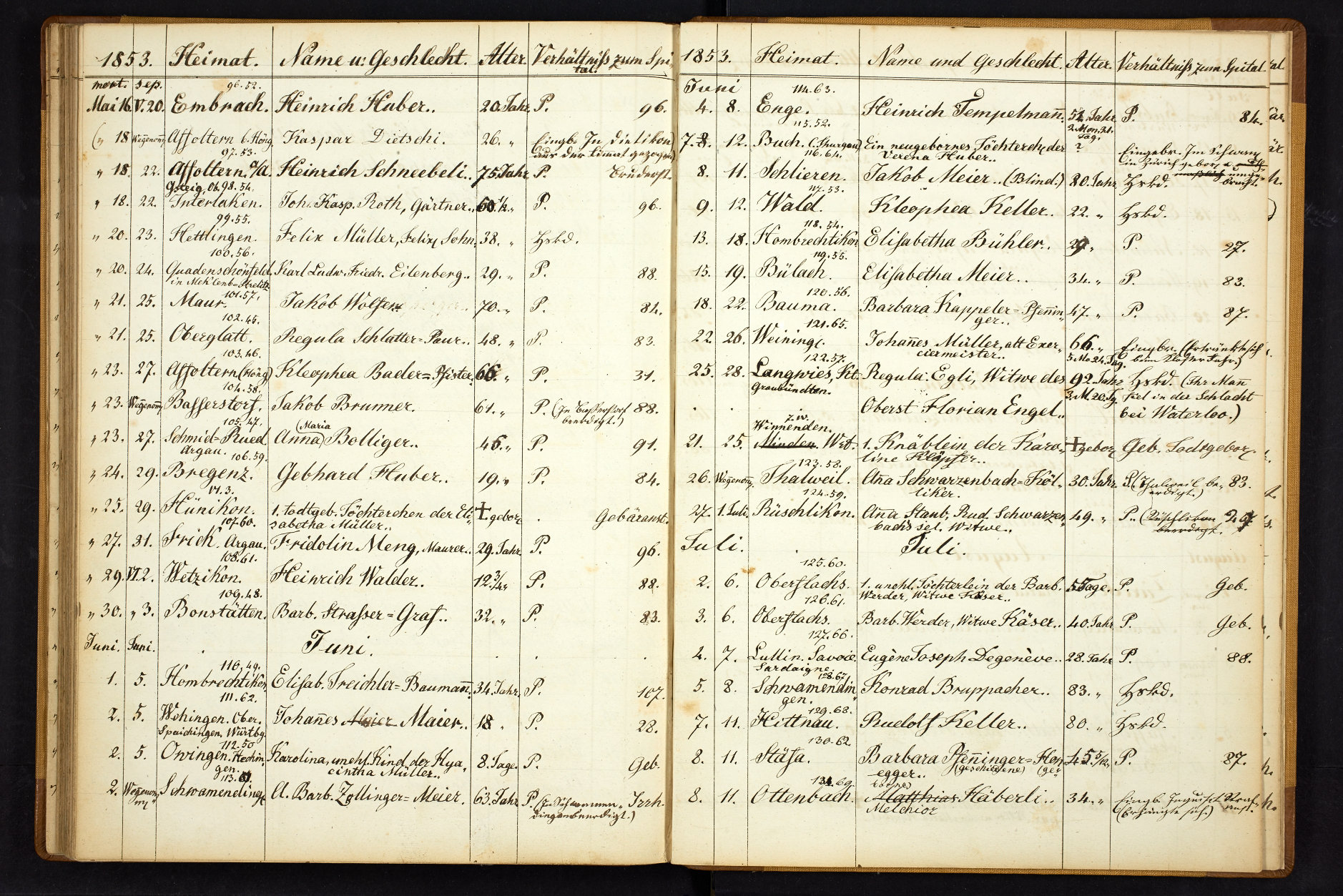
Vermelding van Regula Engel-Egli in het overlijdensregister van het ziekenhuis waar ze overleed in 1853.

Regula Engel-Egli was een dochter van Heinrich Egli, een voormalig Pruisisch officier die adjudant was in Zürich, en van Katharina Egli. In 1778 huwde ze Florian Engel, die soldaat was in een Zwitsers regiment van het Franse leger. Samen hadden ze 21 kinderen. Ze volgde haar echtgenoot tijdens veldtochten in Frankrijk en tijdens de expeditie van Napoleon naar Egypte. Haar echtgenoot en twee van haar zonen zouden op 18 juni 1815 sneuvelen in de Slag bij Waterloo.
Bij haar terugkeer naar Zwitserland was Engel-Egli financieel afhankelijk van haar naasten en haar kennissen. In 1821 publiceerde ze haar memoires onder de titel Lebensbeschreibung der Wittwe des Obrist Florian Engel von Langwies om wat geld bij te verdienen. In 1828 zou ze een vervolg op dit werk uitbrengen. Ze stierf in 1853 in totale ellende in een ziekenhuis in Zürich. Haar memoires zijn vele malen herwerkt en vertaald.

## Werken
- (de)  Lebensbeschreibung der Wittwe des Obrist Florian Engel von Langwies, 1821 (zie ook op Wikisource).

## Trivia

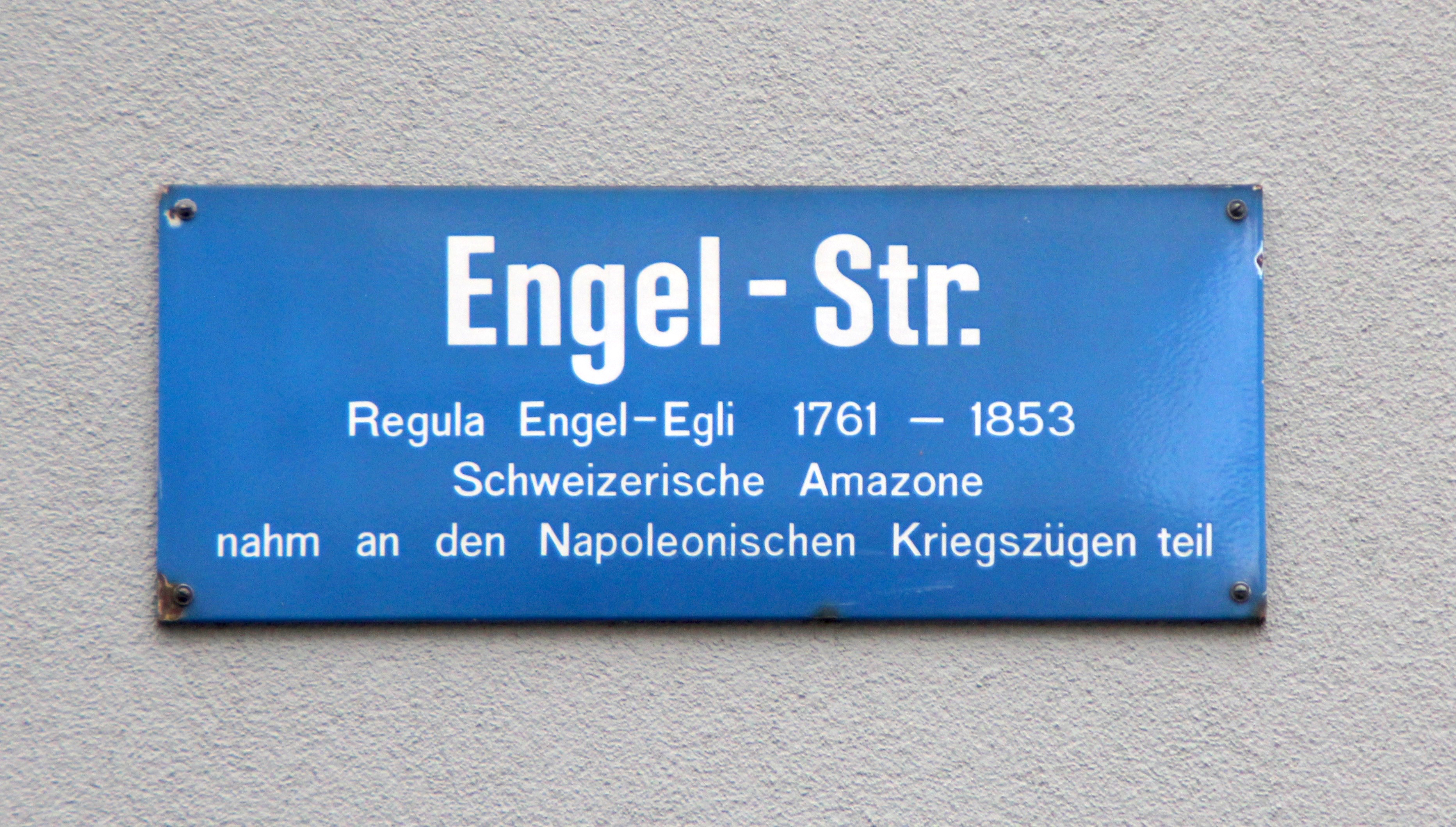
Straatnaambord in Zürich.

- In Zürich werd een straat naar haar vernoemd, de Engelstrasse.